# مانيوغانا

جدول يوضح حروف الكاتاكانا مع أصلها من حروف مانيوغانا.

مانيوغانا (باليابانية: 万葉仮名) أو まんようがな) هو نظام كتابة قديم يستخدم الأحرف الصينية لكتابة اللغة اليابانية. لا يعرف بالتحديد الوقت المحدد لبدء استخدام نظام الكانا، ولكن يعتقد أنه يعود إلى منتصف القرن السابع. اسم «مانيوغانا» مشتق من كتاب مانيوشو، كتاب الشعر الياباني الذي يعود إلى فترة نارا ويعتبر من أقدم الكتب المكتوبة بالمنانيوغانا.
تطورت حروف الكانجي التي استخدمت في مانيوغانا لتصبح على شكل هيراغانا وكاتاكانا في يومنا هذا.